# Drepanaphis minutum
Drepanaphis minutum är en insektsart som beskrevs av Davis 1910. Drepanaphis minutum ingår i släktet Drepanaphis och familjen långrörsbladlöss. Inga underarter finns listade i Catalogue of Life.